# Priboj (Teočak)
Pour les articles homonymes, voir Priboj.
Priboj (en cyrillique : Прибој) est un village de Bosnie-Herzégovine. Il est situé dans la municipalité de Teočak, dans le canton de Tuzla et dans la fédération de Bosnie-et-Herzégovine. Selon les premiers résultats du recensement bosnien de 2013, il ne compte aucun habitant.
Avant la guerre de Bosnie-Herzégovine, le village faisait entièrement partie de la municipalité de Lopare ; après la guerre, son territoire a été partiellement rattaché à la municipalité de Teočak nouvellement créée et intégrée à la fédération de Bosnie-et-Herzégovine.

## Géographie
Le village est situé sur la rive nord-nord-ouest du lac de Sniježnica.

## Démographie

### Évolution historique de la population dans la localité
| 1948 | 1953 | 1961  | 1971  | 1981  | 1991  | 2013 |
| ---- | ---- | ----- | ----- | ----- | ----- | ---- |
| -    | -    | 2 209 | 2 121 | 1 876 | 1 833 | 0    |

|  |